# Moviment Bolivarià Revolucionari-200
El Moviment Bolivarià Revolucionari-200 o MBR-200 (Movimiento Bolivariano Revolucionario-200 en castellà, també conegut, en una primera fase, com a Exèrcit Popular Revolucionari-200 o EPR-200) va ser el nom que va prendre un grup polític organitzat per militars progressistes de forma clandestina a l'interior de la Força Armada Nacional de Veneçuela.

## Orígens
L'MBR-200, fundat el 1982 pren el seu nom en homenatge al líder de la independència sud-americana, Simón Bolívar, amb motiu del bicentenari del naixement d'aquest personatge.
El seu principal dirigent va ser el militar progressista Hugo Chávez, expresident de Veneçuela.
Durant anys el MBR-200 va centrar la seva tasca a difondre el pensament de Simón Bolivar i l'ideari progressista a l'interior de l'exèrcit.

## El "Caracazo" i la insurrecció de 4 de febrer
Quan el 1989, arran del "Caracazo" el govern veneçolà encapçalat per Carlos Andrés Pérez va ordenar a l'exèrcit la repressió militar del moviment popular de protesta contra les mesures dictades pel Fons Monetari Internacional, massacrant als manifestants el MBR-200 es va mostrar contrari a la repressió i molts dels seus membres es van negar a participar-hi.
A conseqüència d'això, el 4 de febrer de 1992 el MBR-200 va liderar un intent de cop d'estat contra Carlos Andrés Pérez, insurrecció que va fracassar, essent els seus principals dirigents empresonats.

## La Revolució Bolivariana
L'MBR-200 va ser un dels grups que va participar en la creació de l'organització d'esquerres Moviment Cinquena República que, sota el lideratge d'Hugo Chávez, es va imposar en les eleccions presidencials del 6 de desembre de 1998, iniciant el procés conegut com a Revolució Bolivariana.
Poc després el MBR-200 es va dissoldre i els seus dirigents es van incorporar plenament a la vida política del país.
Tot i que alguns dels seus dirigents es van passar posteriorment a l'oposició contra els successius governs democràtics de Chávez, la majoria dels seus membres continuen participant en aquests governs.